# Криничанка
Криничанка (укр. Криничанка) — село в Великоалександровской поселковой общине Бериславского района Херсонской области Украины.
Почтовый индекс — 74141. Телефонный код — 5532. Код КОАТУУ — 6520985004.

## Население
Население по переписи 2001 года составляло 47 человек.

### Языковой состав
Родной язык населения по данным переписи 2001 года:
| Язык       | Численность, чел. | Доля     |
| ---------- | ----------------- | -------- |
| Украинский | 45                | 95,74 %  |
| Русский    | 2                 | 4,26 %   |
| Итого      | 47                | 100,00 % |

## Местный совет
74141, Херсонская обл., Великоалександровский р-н, с. Чкалово, ул. Чкалова, 44